# جوش تشارلز (لاعب كرة قدم)
جوش تشارلز (29 نوفمبر 1990 في غرينادا - ) هو منافس ألعاب قوى ولاعب كرة قدم غرينادا في مركز حراسة المرمى. شارك مع منتخب غرينادا لكرة القدم.

## وصلات خارجية
- جوش تشارلز على موقع الاتحاد الدولي لألعاب القوى (الإنجليزية)
- جوش تشارلز على موقع قاعدة بيانات كرة القدم.إي يو (الإنجليزية)
- جوش تشارلز على موقع ناشيونال فوتبول تيمز (الإنجليزية)
- جوش تشارلز على موقع Soccerway.com (الإنجليزية)